# 哥廷根大学法学系
哥廷根大学法学系是位于德国下萨克森州哥廷根的一所历史悠久的著名法学院系。哥廷根大学法学系成立于1737年，属于哥廷根大学的四个创始院系之一，至今已有近300年历史。
哥廷根大学法学系一直是许多杰出法律学者和公共名人的摇篮。创立缔约过失责任学说的德国著名民法学者鲁道夫·冯·耶林 曾于 19 世纪末在此任教。被誉为现代国际法之父的 拉萨·弗朗西斯·劳伦斯·奥本海 于1881 年在哥廷根获得法学博士学位。著名政治家如德意志第二帝国的“铁血宰相”奥托·冯·俾斯麦就曾在哥廷根学习法律。已故德国总统理查德·冯·魏茨泽克 于 1955 年在哥廷根大学法学系取得法学博士学位 。德国前总理格哈德·施罗德也在哥廷根学习法律，随后成为一名律师。就连德国著名诗人海因里希·海涅也曾于1825年在这里获得了法学博士学位。

## 历史
整个18世纪，哥廷根大学以其极其自由的精神和科学探索与研究的氛围一直位居德国大学之首。就连拿破仑也曾在这里研习过法律，并曾言道：“哥廷根大学绝非仅属于德国，而系全欧洲之大学”。 

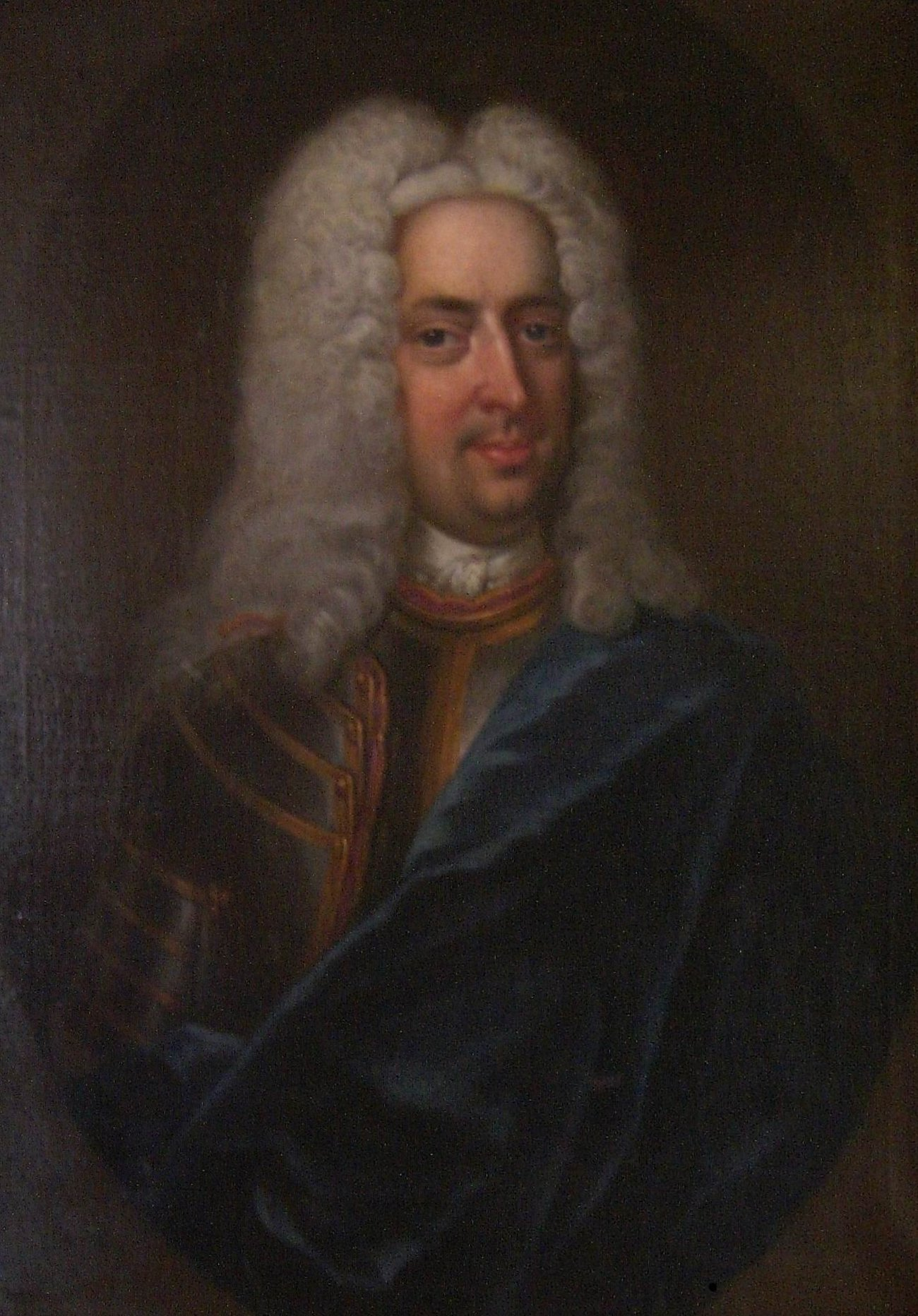
1737年创立法学系的明希豪森

在哥廷根大学创立之初，尤以其法学系闻名。 18世纪，当时的著名公法学者约翰·斯蒂芬·普特在此教授公法达半个世纪之久。当时的哥廷根法学系吸引了克莱门斯·文泽尔·洛塔尔·冯·梅特涅（后来的外交官兼奥地利总理）和威廉·冯·洪堡（后来建立了柏林大学）等后来成为各界名人的学生前来求学。 19世纪初，在此教授法律的古斯塔夫·雨果和卡尔·弗里德里希·艾希霍恩成为德国历史法学派的先驱。这些法学家为法学系的声誉鹊起做出了基础性的贡献。因此，哥廷根成为了德国非常受欢迎的法律学习之地：就连德国伟大诗人海因里希·海涅也于 1825 年在这里获得了法学博士学位。德意志第二帝国的主要缔造者、首任总理奥托·冯·俾斯麦也曾于1833年在哥廷根学习法律：他住在老城的城墙外的一间小房子里，现在被称为“俾斯麦小屋”。根据口头传说，他住在那里是因为他的吵闹行为导致他被禁止住在老城的城墙以内。 

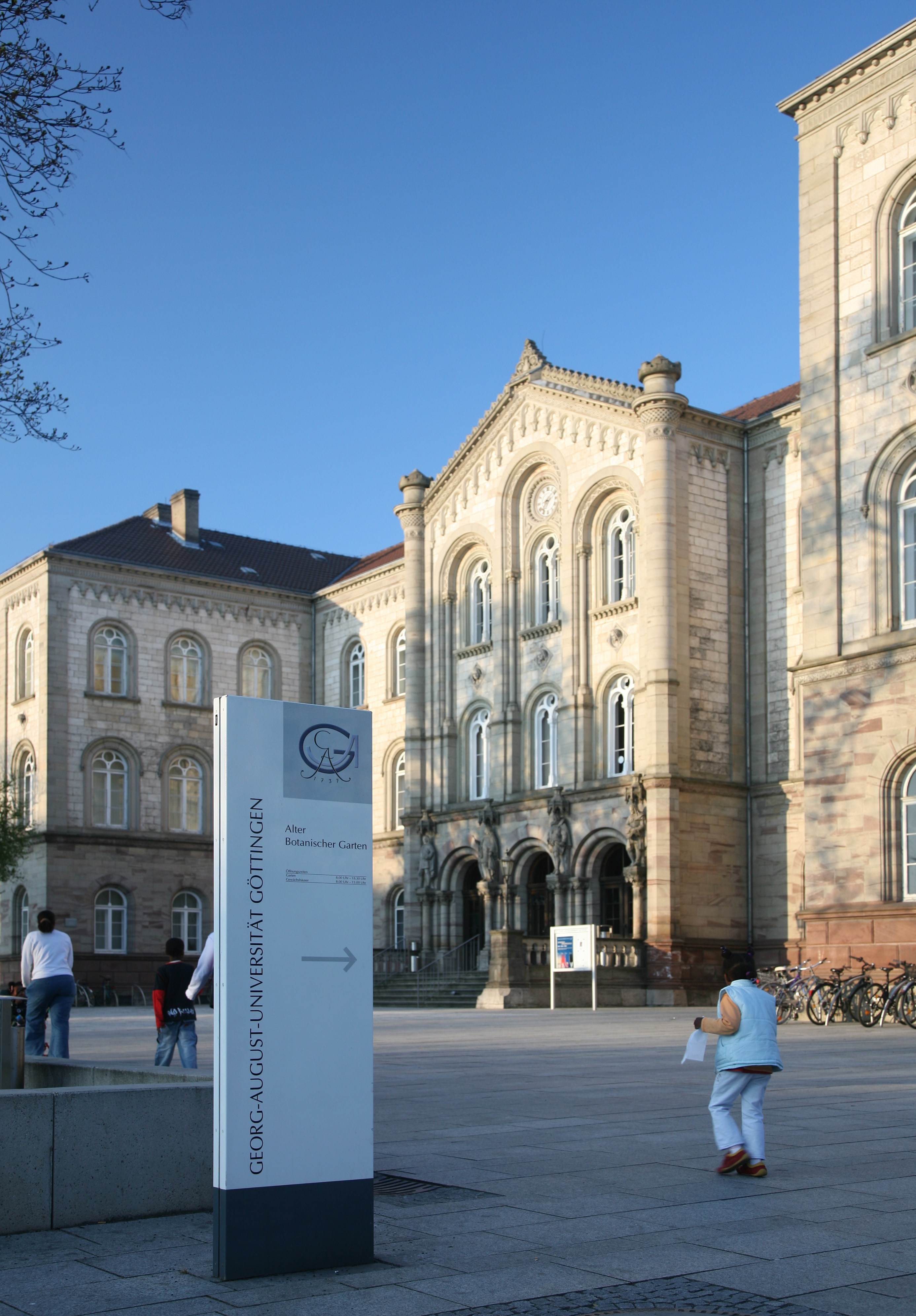
老礼堂，经常用于举办活动和罗马法图书馆

至1837年建校一百周年时，哥廷根大学甚至被称为“法科大学”，因为法学院招收的学生往往占到全校学生的半数以上。 然而，由于哥廷根大学发生了包括教授和学生都受到牵连的学潮，大学的注册人数在 1834 年降至 860 人。 1837 年，大学的七位教授（通常被称为“哥廷根七君子）因抗议汉诺威国王奥古斯都制定的 1833 年宪法而被驱逐。 
19 世纪末，当时最重要的民法学者鲁道夫·冯·耶林 创立了“缔约过失”理论并撰写了《为权利而战》一书。他在哥廷根担任法学教授直至去世。另外，被誉为现代国际法之父的拉萨·弗朗西斯·劳伦斯·奥本海姆 （著有两卷本著名的《奥本海国际法》任剑桥大学国际法讲席教授）曾于1881年在哥廷根大学获得法学博士学位。卡尔·拉伦茨 （德国法学家和法哲学家，因其对德国民法的影响力和贡献而闻名）也于 1926 年在哥廷根取得法学博士学位。
二战结束后，曾于哥廷根法学系任教的著名教授包括：德国刑法最有影响力的法教义学派学者克劳斯·罗辛和德国顶尖宪法专家克里斯蒂安·斯塔克。另外，德国当代宪法学领域的领军人物之一，曾荣获莱布尼茨奖的克里斯托弗·穆勒斯也曾于2005年至2009年在此任教。法学院在德国学界的著名校友还包括德国顶尖的公法学者之一史密特·阿斯曼，其在哥廷根法学系先后获得法学博士学位（1966 年）和教授资格（1971 年）。

## 现状
一直以来，法学系在公法、私法、和刑法的核心科目以及基础科目领域均以广泛深入的研究与教学为特点。法学系向学生提供各类必修领域的全面法律学术培训以及对一些重点领域的深化培训，并提供法学学士学位、法学硕士学位和法学博士学位的学程。哥廷根法学系拥有几个法律研究中心，并接收访问学者。法学系与下萨克森州立大学图书馆合作，拥有来自所有法律领域的大量法律文献。
如今，不少重要的国家级和国际法院的法官均在哥廷根大学法学系任教或学习过。截至 2021 年，德国联邦宪法法院16 位在任法官中，有 4 位与哥廷根大学法学系关联：其中两名大法官是哥廷根大学法学系的在职教授，另外两名大法官从哥廷根大学法学系获得法学博士学位。同样是在2021年，哥廷根大学前国际公法教授格奥尔格·诺尔特代表德意志联邦共和国就任国际法院法官。此外，自2016年起担任司法院院长的台湾司法院大法官许宗力，于1986年获得哥廷根大学法学博士学位。

## 学生法律期刊
国际法领域有一份以英文在线出版的学生编辑的法律期刊—— 《哥廷根国际法期刊》 。